# 석시닐-CoA
석시닐-CoA(영어: Succinyl-CoA) 또는 석시닐-조효소 A(영어: Succinyl-Coenzyme A)는 석신산과 조효소 A의 결합물이다.

## 공급원
석시닐-CoA는 시트르산 회로에서 중요한 중간생성물이며, α-케토글루타르산이 α-케토글루타르산 탈수소효소에 의해 산화적 탈카복실화되어 생성된다. 이 반응에서 조효소 A(CoA)가 첨가된다.
비타민 B12는 효소의 보조 인자로 β 산화를 할 수 없는 홀수 지방산인 프로피온산의 조효소 A 유도체인 프로피오닐-CoA로부터 합성된다. 프로피오닐-CoA는 D-메틸말로닐-CoA로 카복실화되고, L-메틸말로닐-CoA로 이성질화된 다음, 비타민 B12 의존적인 효소인 메틸말로닐-CoA 뮤테이스에 의해 석시닐-CoA를 생성하도록 재배열된다. 석시닐-CoA는 시트르산 회로의 중간생성물로 시트르산 회로로 쉽게 들어갈 수 있다.

## 운명
석시닐-CoA는 석시닐-CoA 합성효소에 의해 가수분해로 조효소 A가 방출되고 석신산으로 전환된다.
석시닐-CoA의 또 다른 운명은 포르피린 합성이며, 석시닐-CoA와 글리신은 δ-아미노레불린산 생성효소에 의해 결합되어 δ-아미노레불린산(δ-aminolevulinic acid)을 생성한다.

## 형성
석시닐-CoA는 디옥시아데노실-B12(디옥시아데놀실코발라민)의 이용을 통한 메틸말로닐-CoA 뮤테이스에 의해 L-메틸말로닐-CoA로부터 생성될 수 있다. 비타민 B12를 보조 인자로 요구하는 이 반응은 홀수 지방산의 산화뿐만 아니라 일부 가지사슬(branched-chain) 아미노산의 이화작용에서 중요하다. 비타민 B12를 보조 인자로 요구하는 이 반응은 홀수 지방산의 산화뿐만 아니라 일부 가지사슬(branched-chain) 아미노산의 이화작용에서 중요하다.